# Ferocactus glaucescens
O Ferocactus glaucescens, cacto-bola ou cacto-azul, é um cacto com a forma de um barril, natural das montanhas de calcário do estado de Hidalgo no México.

## Características
Herbácea e suculenta de sol pleno. Pode atingir até 40 cm de altura e floresce no Inverno. Prefere clima quente e seco e por seu pequeno porte, fica muito bem em vasos com forração de pedriscos, ou em canteiros em terreno rochoso. As regas devem ser de cerca de uma vez por semana, já que a planta não tolera muita água. O solo deve ser bem drenado e arenoso.

## Propagação
Por sementes.